# Associazione Calcio Liguria 1943-1944
Questa voce raccoglie le informazioni riguardanti l'Associazione Calcio Liguria nelle competizioni ufficiali della stagione 1943-1944.

## Rosa
| N. |                   | Ruolo | Calciatore              |
| -- | ----------------- | ----- | ----------------------- |
|    | Italia (bandiera) | A     | Angelo Bollano          |
|    | Italia (bandiera) | A     | Angelo Bonistalli       |
|    | Italia (bandiera) | C     | Giuseppe Carissimi      |
|    | Italia (bandiera) | C     | Pietro Castignani       |
|    | Italia (bandiera) | D     | Edgardo Ciancamerla     |
|    | Italia (bandiera) | A     | Ernani D'Alconzo        |
|    | Italia (bandiera) | C     | Aurelio Marchese        |
|    | Italia (bandiera) | A     | Giovan Battista Martini |
|    | Italia (bandiera) | C     | Giovanni Moroni         |

| N. |                   | Ruolo | Calciatore           |
| -- | ----------------- | ----- | -------------------- |
|    | Italia (bandiera) | D     | Aldo Parena          |
|    | Italia (bandiera) | C     | Cecilio Pisano       |
|    | Italia (bandiera) | D     | Ernesto Sandroni     |
|    | Italia (bandiera) | D     | Pietro Tabor         |
|    | Italia (bandiera) | D     | Francesco Tortarolo  |
|    | Italia (bandiera) | A     | Mario Ventimiglia    |
|    | Italia (bandiera) | P     | Alessandro Von Mayer |
|    | Italia (bandiera) | A     | Adriano Zecca        |